# Mandevilla subscorpoidea
Mandevilla subscorpoidea là một loài thực vật có hoa trong họ La bố ma. Loài này được Wooton mô tả khoa học đầu tiên năm 1932.